# Negbina
Negbina (cyr. Негбина) – wieś w Serbii, w okręgu zlatiborskim, w gminie Nova Varoš. W 2011 roku liczyła 352 mieszkańców.